# Spun
Spun es una película dirigida por Jonas Åkerlund que trata sobre el uso de drogas. Para el director, quien es principalmente conocido por haber dirigido varios clips musicales, significó la primera incursión en el mundo de la ficción. Y lo hace con una película que gira en torno a la fabricación de metanfetamina casera de mala calidad. Este tipo de sustancia provoca un altísimo grado de adicción. Así lo muestran sus personajes, que en toda la película aparecen acelerados y sobregirados.  

## Argumento
La película narra la historia de Ross, una persona que se convierte por unos días en el chofer y chico de los mandados del "cocinero". Se le llama así al personaje que fabrica la droga en una habitación de hotel, para luego ser consumida por varios jóvenes.

## Reparto
- Jason Schwartzmann como Ross
- Mickey Rourke como El Cocinero.
- Brittany Murphy como Nikki
- John Leguizamo como Spider Mike
- Mena Suvari como Cookie
- Patrick Fugit como Fressbee
- Peter Stormare como Policía con mullet.
- Alexis Arquette como Policía con bigote
- Deborah Harry como La Vecina
- Eric Roberts como El Hombre
- Chloe Hunter como April
- Nicholas Gonzalez como Angel
- Charlotte Ayanna como Amy
- Larry Drake como Doctor K
- Billy Corgan como El Doctor
- China Chow como Prostituta
- Rob Halford como El Dependiente
- Tony Kaye como Anunciador de show de Streap Tease.
- Ron Jeremy como Barman
- Josh Peck como el Gordo.